# Giovanni Santi

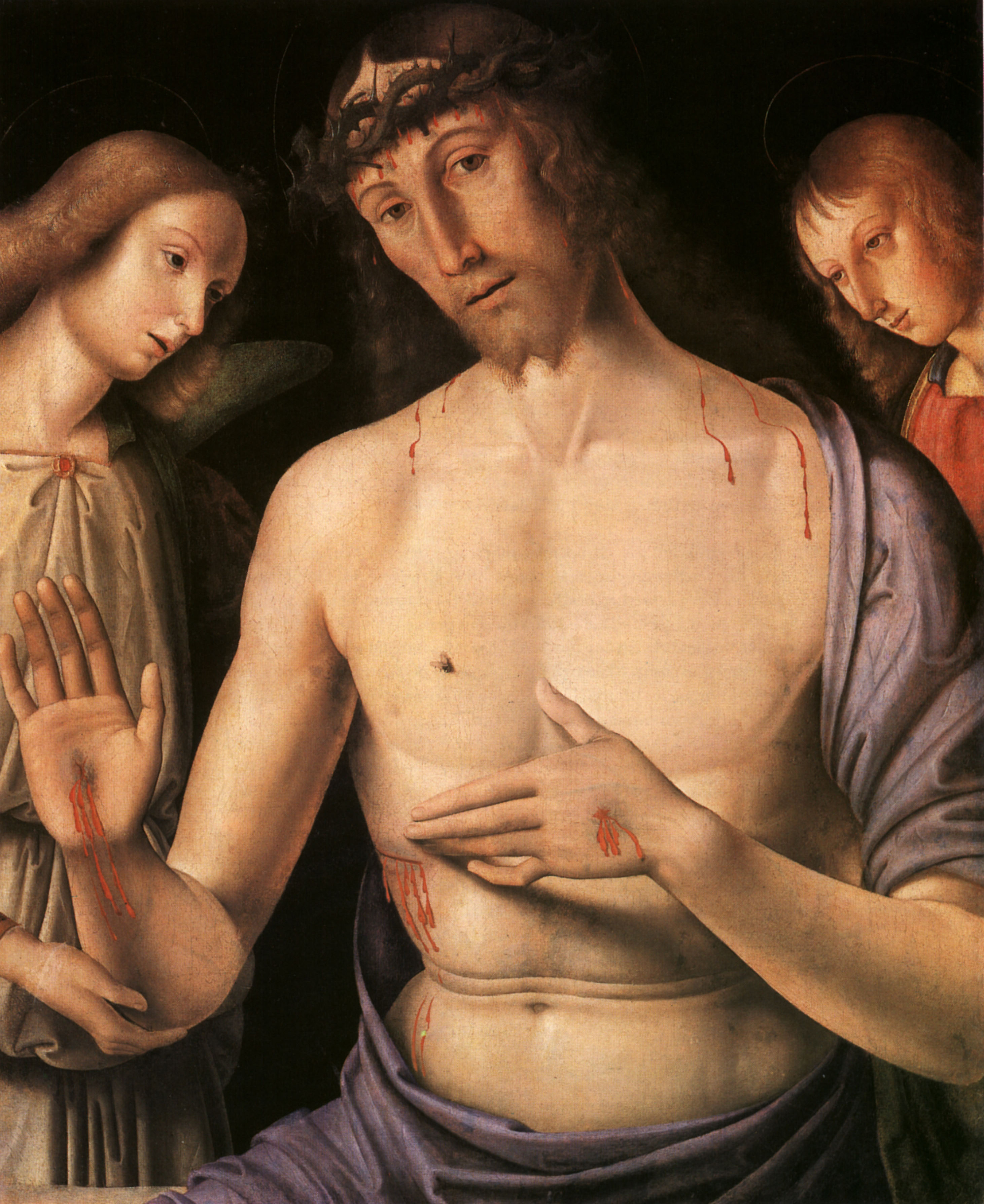
Chrystus w otoczeniu dwóch aniołów, ok. 1490, Muzeum Sztuk Pięknych w Budapeszcie

Giovanni Santi (ur. ok. 1440 w Colbordolo, zm. 1 października 1494 w Urbino) – włoski malarz i poeta, malarz nadworny na dworze Federico da Montefeltro, władcy Urbino. Uczeń Piero della Francesci. Ojciec Rafaela. W Muzeum Narodowym we Wrocławiu znajduje się obraz Giovanni Santiego Opłakiwanie Chrystusa (ok. 1485). Giovanni Santi był autorem wierszowanej, pisanej w latach 1484–1487, kroniki o czynach Federica da Montefeltro, ofiarowanej Guidobaldowi da Montefeltro około roku 1492. Jakkolwiek kronika nie ma większej wartości poetyckiej, dostarcza bardzo wielu cennych informacji o życiu dworskim, wojennych kampaniach Federica i ówczesnej twórczości artystycznej.